# Напаринский сельсовет
Напаринский сельсове́т — административно-территориальная единица в Бирилюсском районе Красноярского края Российской Федерации, существовавшая до 1995 года.

## История
В 1989 году из Ярцевского сельсовета был выделен посёлок Напарино.
В 1995 году посёлок был включён заново в состав Ярцевского сельсовета.

## Состав сельсовета
В состав сельсовета входил 1 населённый пункт:
| № | Населённый пункт | Тип населённого пункта          | Население |
| - | ---------------- | ------------------------------- | --------- |
| 1 | Напарино         | посёлок, административный центр | ↗4        |